# Haranni-Gymnasium
Das Haranni-Gymnasium in Herne ist eine städtische Schule sowohl für Jungen als auch für Mädchen. Der Name „Haranni“ ist der frühere lateinische Name der Stadt Herne.
Die Schule beherbergt 750 Schüler und ein Lehrerkollegium mit 59 Mitgliedern. Schulleiterin ist Nicole Nowak. Die Partnerschulen des Haranni-Gymnasiums befinden sich in Thiais bei Paris (Frankreich), Wakefield (England) sowie Konin und Zagórów (Polen). Mit den Schulen finden regelmäßig Schüleraustausche statt. Seit 2011 wird auch eine Studienfahrt nach Oxford in der Jahrgangsstufe 10 (EF) angeboten.

## Geschichte

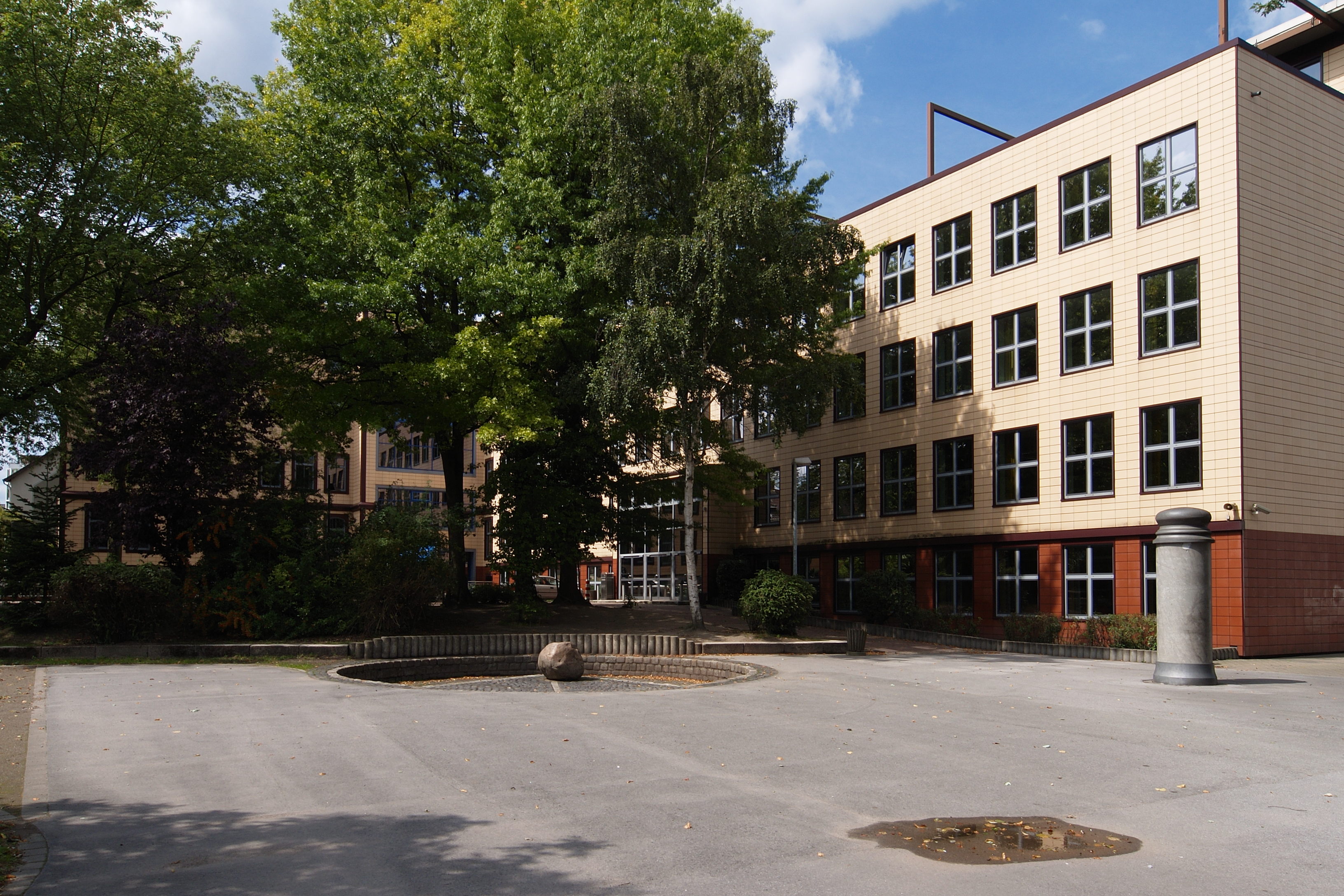
Pausenhof

Im Jahre 1872 fand die Grundsteinlegung als private Rektoratschule für Mädchen statt. Diese wurde 14 Jahre später, 1886, von der Stadt Herne übernommen. Einige Jahre später, im Jahre 1891, errichtete man eine höhere Töchterschule, welche in den frühen Zeiten aus 15 Schülerinnen und einer Lehrerin bestand. Die Anfrage stieg ständig, sodass man schließlich 1907 einen dreistöckigen Neubau errichtete. 1909 wurde die Schule schließlich als höhere Schule anerkannt und mit höheren Knabenschulen gleichgesetzt. Es folgten zahlreiche Umbenennungen der Schule: 1909 in Lyzeum, 1913–1922 Viktoria-Luise-Schule und danach Viktoria-Luise-Gymnasium. Nach dieser Ausnahmesituation war man schon 1927 in der Lage, einen zweiten Neubau einzuweihen, der der Schule zu ihrem Status als Oberlyzeum verhalf, in welchem 1927 dann erstmals 18 Abiturientinnen ihre Reifeprüfung bestanden. Im Zweiten Weltkrieg wurde die Schule beschädigt, konnte jedoch zunächst weitgehend in alter historisierender Form wiederhergestellt werden. 1946 konnte der Unterricht wieder aufgenommen werden, da die Aufbauarbeiten größtenteils abgeschlossen waren. 1958 wurde schließlich ein großzügiger Anbau fertiggestellt, anschließend auch der Altbau im Stil der Moderne umgestaltet. Hierbei wurden die prächtigen alten Giebel abgetragen und ein Flachdach errichtet. Darüber hinaus errichtete man die Bühne der Aula an der Westseite des Gebäudes. Später wurde dann an der Schaeferstraße Ecke Goethestraße ein neues Sportgebäude mit Sport- und Gymnastikhalle errichtet, das die alte Turnhalle hinter dem Hauptgebäude ersetzte. Seit dem 1. April 1974 trägt die Schule ihren jetzigen Namen, Haranni-Gymnasium, und wird sowohl von Jungen als auch von Mädchen besucht. Wegen steigenden Schülerzahlen wurde ein komplett neues Erweiterungsgebäude notwendig, das 1999 fertiggestellt wurde.
Für das Schuljahr 2023/2024 ist die Schule als Bündelungsgymnasium ausgewiesen.

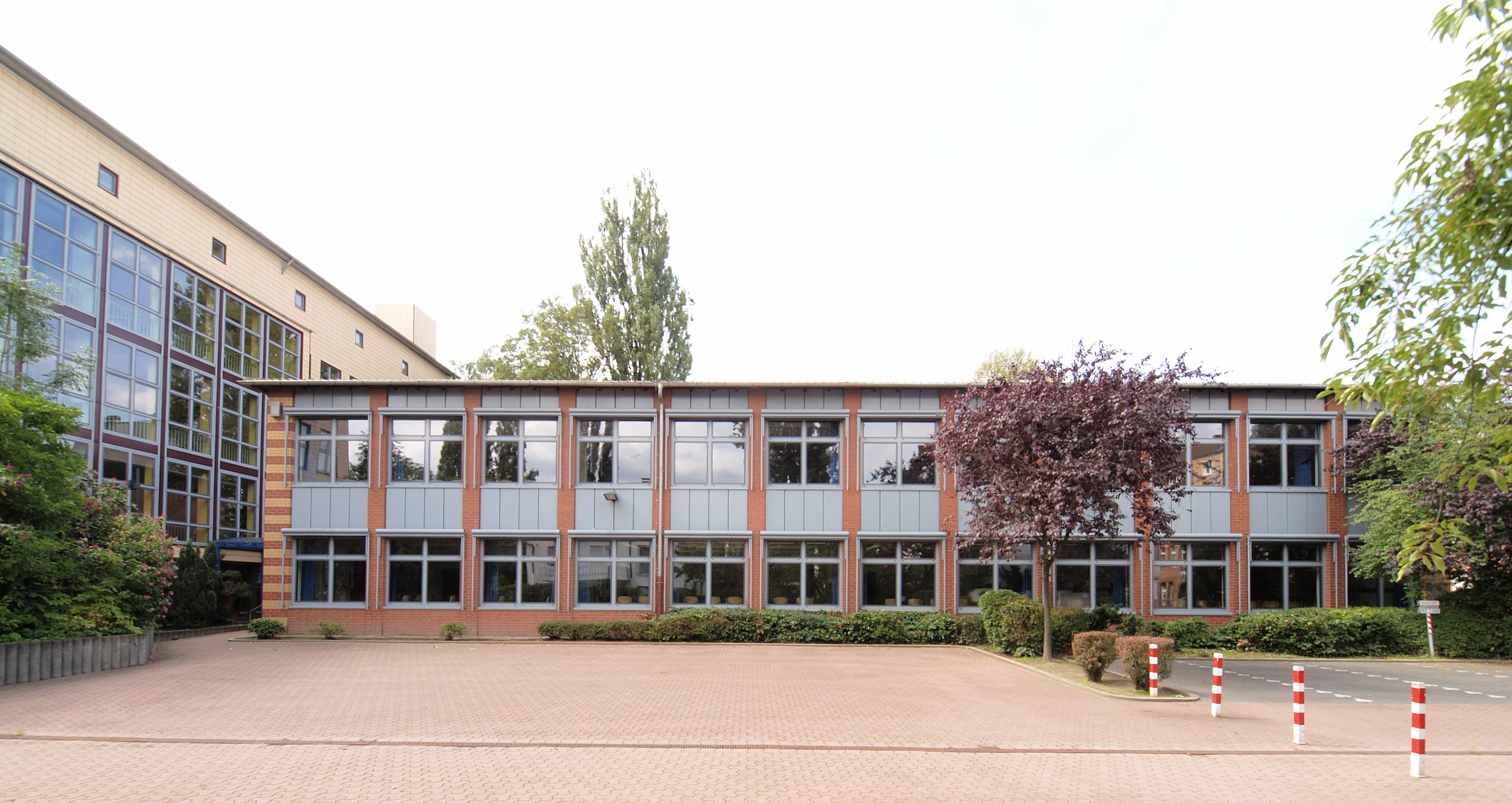
Neubau von 1999

## Schulleiter
Irene Menkhoff wurde 1958 Leiterin des Mädchengymnasiums. Am 31. Oktober 1971 gab sie ihr Amt an Ilse Thüner-Holz ab. Ilse Thüner-Holz gab das Amt wiederum am 4. Juni 1985 auf eigenen Wunsch an Hans-Joachim Paul ab, dem 2006 bis 2013 Heike Götte folgte. Seit dem 1. Februar 2015 ist Nicole Nowak die Schulleiterin.

## Projekte und Auszeichnungen
Das Haranni-Gymnasium ist eine der Schulen, welche am Testbetrieb für SelGO (Selbstständiges Lernen mit digitalen Medien in der gymnasialen Oberstufe) teilgenommen hat. Dieses wurde in den regulären Lehrplan als verpflichtender Unterrichtsinhalt aufgenommen.
Des Weiteren nimmt die Schule am Sinus-Transfer teil, wurde mehrfach als Umweltschule ausgezeichnet und ist in Besitz einer Photovoltaik-Schauanlage. Seit dem Schuljahr 2012/13 gibt es an der Schule auch ein zdi-RobertaZentrum (landesweit das 22.) und jährlich findet die MINT-Herbstakademie in den Herbstferien statt.

## Außerunterrichtliches
Im Haranni-Gymnasium werden regelmäßig sehr erfolgreiche Theaterstücke und Musicals auf die Bühne gebracht, darunter Hair (2000), Der kleine Horrorladen (2002), Disney on Stage (2004) und Geschlossene Gesellschaft von Sartre (2011) sowie Das Missverständnis (2012) von Albert Camus.
Die Jazzband New Haranni Poison Mixers um Silvia Droste entstand aus einer Schulband in den 1970er Jahren am Haranni-Gymnasium.
Neben der Theater-AG gibt es eine Vielzahl von weiteren AGs im Nachmittagsbereich, wie z. B. die Öko-AG, die Schreibwerkstatt, Rudern, Business Englisch, Spanisch, Italienisch etc.
Für die Schülerinnen und Schüler der Jahrgangsstufen 5–7 wird eine Betreuung bis 16 Uhr angeboten, welche neben einem warmen Mittagessen auch eine Hausaufgabenbetreuung anbietet.
Ferner werden Förderprogramme angeboten: Begabungsförderung wie die Schüler-Uni sowie Programme zur Begleitung bei Lernproblemen („Schüler helfen Schülern“).
Für Interessierte, Ehemalige, Schülerinnen und Schüler, Eltern und Freunde des Haranni-Gymnasiums findet einmal jährlich der „Tag der offenen Tür“ am Haranni-Gymnasium statt, bei welchem es neben kulinarischen Genüssen auch Einblicke in Unterricht und Projekte am Haranni-Gymnasium unter vielfältiger Beteiligung von Schülerinnen und Schülern, Eltern, Lehrern und Ehemaligen gibt. Dieser findet immer am ersten Samstag im Dezember von 10 bis 14 Uhr statt.